# Sturm und Drang (dramat)
Sturm und Drang (Burza i napór) – dramat niemieckiego pisarza Friedricha Maximiliana Klingera z 1776, od którego tytułu wywodzi się nazwa okresu w literaturze niemieckiej. Dramat ukazał się w Polsce w 1901 pod tytułem Burza i szał.